# Burg (Mosel)
Burg település Németországban, Rajna-vidék-Pfalz tartományban. Lakosainak száma 359 fő (2023. december 31.). Burg Reil és Enkirch községekkel határos.

## Népesség
A település népességének változása:
| Lakosok száma | 517  | 403  | 379  | 375  | 356  | 361  | 359  |
|               | 1975 | 2014 | 2017 | 2019 | 2021 | 2022 | 2023 |